# 405 (szám)
A 405 (római számmal: CDV) egy természetes szám.

## A szám a matematikában
A tízes számrendszerbeli 405-ös a kettes számrendszerben 110010101, a nyolcas számrendszerben 625, a tizenhatos számrendszerben 195 alakban írható fel.
A 405 páratlan szám, összetett szám, kanonikus alakban a 34 · 51 szorzattal, normálalakban a 4,05 · 102 szorzattal írható fel. Tíz osztója van a természetes számok halmazán, ezek növekvő sorrendben: 1, 3, 5, 9, 15, 27, 45, 81, 135 és 405.
Előállítható három egymást követő köbszám összegeként: 43 + 53 + 63 = 405
Tizenháromszögszám. Ötszögalapú piramisszám.
A 405 négyzete 164 025, köbe 66 430 125, négyzetgyöke 20,12461, köbgyöke 7,39864, reciproka 0,0024691. A 405 egység sugarú kör kerülete 2544,69005 egység, területe 515 299,73501 területegység; a 405 egység sugarú gömb térfogata 278 261 856,9 térfogategység.
A 405 Harshad-szám a tízes számrendszerben, azaz osztható számjegyeinek összegével (9-cel).